# Обратен завой (филм)
„Обратен завой“ (на английски: U Turn) е американско-френски филм, създаден през 1997 година на режисьора Оливър Стоун. В главните роли играят Шон Пен, Ник Нолти, Дженифър Лопес, Клеър Дейнс, Хоакин Финикс, Джон Войт, Били Боб Торнтън.

## Сюжет
Полукриминалният характер Боби Купър (Шон Пен), отива на среща с кредитор, за да изплати стария си дълг. По пътя се разваля радиаторна тръба на колата и той е принуден да напусне магистралата и да спре в най-близката бензиностанция. В полу-изоставен град, наречен Супериър (Superior - отличен), той се оказва случайна жертва на обир на магазин и губи всичките си пари. Предвиждайки репресии от кредиторите, в търсене на бързи пари, той се намесва в живота на града...

## В ролите
| Изпълнител       | Роля                         |
| ---------------- | ---------------------------- |
| Шон Пен          | Боби Купър                   |
| Ник Нолти        | Джейк Маккена                |
| Дженифър Лопес   | Грейс Маккена                |
| Пауърс Бът       | шериф Върджил Потър          |
| Клеър Дейнс      | Джени                        |
| Джон Войт        | слепият                      |
| Хоакин Финикс    | Тоби Н. Тъкър (Динамит)      |
| Били Боб Торнтън | Дарел                        |
| Валерий Николаев | Аркадий                      |
| Лив Тайлър       | момиче на автобусната спирка |

## Премиера
Премиерата на филма се състои на 27 август 1997 г., а бюджетът на филма е $19 000 000 (по оценка).

## Заснемане
Филмът е заснет през 1996 г. в Аризона и Калифорния.